# Les Enfants de Refus global
Pour plus de détails, voir Fiche technique et Distribution.
Les Enfants de Refus global est un film documentaire réalisé par Manon Barbeau, produit par Éric Michel (Office national du film du Canada). Il est sorti en 1998 à l'occasion du cinquantième anniversaire du lancement du manifeste Refus global.

## Le contexte
Le cinquantième anniversaire du lancement du manifeste Refus global donne lieu à une rétrospective au Musée de la civilisation. Manon Barbeau y rencontre les enfants des signataires, à commencer par son frère François, qu'elle n'a pas eu l'occasion de connaître auparavant. On découvre qu'elle (à trois ans) et François (à un an) ont été abandonnés par leurs parents, Suzanne Meloche et Marcel Barbeau, qui se sont séparés en 1952. François, placé dans une famille d'accueil en Abitibi, souffre de désordre psychologique. La liberté de leurs parents est questionnée. Ne sont-ils pas, eux, aujourd'hui, dans une situation pire que leurs parents?
Manon rencontre deux signataires: Madeleine Arbour, pleine d'ardeur, puis Marcelle Ferron, nuancée. Chacune exprime le sens qu'elles retiennent du manifeste. Pour la première, chacun des signataires s'est développé selon le talent qu'il avait. La seconde fait valoir le côté positif du manifeste: « Place à:..., place à la liberté, place à l'amour... »

## Le père
Manon rencontre ensuite Renée Borduas, fille de Paul-Émile Borduas. Elle aussi a souffert de la séparation de ses parents. Après le lancement du manifeste, son père s'est retrouvé sans travail. Il est parti seul, Gaby prenant la garde des enfants. Elle a revu son père seulement deux fois.
Le père, qui est-il ?  Manon interroge le sien, Marcel. En situation de peindre, il prend également le temps de répondre. Pour lui, il existe une distinction à faire entre le père physique et le père spirituel. Il reconnait Paul-Émile Borduas comme son père spirituel, celui qui l'a mis au monde spirituellement.

## La thèse
À partir des propos de son père, Manon extrapole : « Borduas, le père spirituel de mon père, avait vingt ans de plus que les signataires. Ce penseur visionnaire était donc mon grand-père spirituel... J'étais parmi les premiers enfants du Québec moderne des familles éclatées reconstituées ! » Et elle poursuit: « Quel a été l'héritage des autres, des enfants des parents Riopelle qui ont été deux signataires ? »
Elle rencontre Sylvie puis Yseult. Sylvie, peut-être en compensation à un manque affectif, a choisi d'avoir quatre enfants qu'elle chérit.
Yseult travaille à rassembler l'œuvre de son père...

## Étude de cas
Manon rencontre Jean-Paul Riopelle au bord de l'eau. 
« Parlez-moi un peu de Borduas ! 
— Hum... Ça fait longtemps ça !
— Il y a beaucoup de signataires qui le considéraient comme leur père... Pas vous ?
— Non ! »
Un grand silence se crée dans une conversation difficile, faite de négations. 
« Vous avez perdu le plaisir de la vie ?
— Ça fait longtemps ! »
Puis Manon rappelle ceux dont on aurait étouffé le cri : Muriel Guilbault et Claude Gauvreau, qui se sont suicidés.

## L'antithèse
Renée Borduas proteste : « Moi je refuse de dire que si on réussit pas c'est la faute des parents ! », « Ce qui est intéressant dans la vie c'est de la faire... de faire sa vie à soi ! », « En période de guerre... les caractères se révèlent. » 
Renée interprète la période des tableaux noir et blanc de son père comme une tentative de réconcilier l'irréconciliable. « Il a réussi finalement. Le noir et le blanc chantent ! »
Dans une salle du musée à thème religieux, Manon laisse son frère François considérer des statues d'anges...

## La mère
Puis Manon entreprend de faire enquête sur sa mère, Suzanne. Elle découvre sur microfilm la correspondance qu'elle a eue avec Borduas entre 1949 et 1952. Elle lit la lettre où sa mère annonce à Borduas sa décision de tout quitter.
Pourquoi, pour qui a-t-elle rompu ? Apportent des éléments de réponse: Madeleine Arbour, le photographe signataire Maurice Perron et Marcelle Ferron. Cette dernière précise que c'est la pauvreté qui a divisé le groupe des Automatistes... Suzanne aurait possiblement eu un amour (temporaire) pour un Anglais de Londres... ce qui lui aurait donné des ailes.

## Les rejetés
Elle rencontre Katerine Mousseau, fille de Jean-Paul, qui bien que rejetée par son père à dix ans, a su faire sa vie solidement.
Puis Manon interroge son père. Sur le départ de Suzanne, sur la perte de contact avec François... Là, le silence... la gestuelle nerveuse... la rationalisation. « Dans la vie, il faut aller au-delà de ça! »

## Renouer
François apprend à Manon qu'il a déjà, vers 18 ans, pu joindre sa mère par téléphone. De son côté, Manon a trouvé un livre que Suzanne a écrit: Les aurores fulminantes. Puis, dans une exposition, en compagnie de Renée Borduas, elle voit un tableau de sa mère: Le pont Mirabeau, presque entièrement rouge. Elle touche la signature: « Meloche 62 ». Émue, elle pleure.
Puis, avec Renée, elle part en République Dominicaine rencontrer son frère Paul. Le fils de Paul-Émile Borduas explique: « Papa était un des maillons d'une évolution... d'un cheminement au niveau de la conscience. Ça, c'est vieux de millions d'années, puis ça continue ! » Il précise: « Il y avait bien de la violence dans tout ça... Mais il y avait bien de la violence à se débarrasser des vieux mythes ! Puis ce n'était pas facile d'en inventer des nouveaux ! »
Intercalé, une scène où François présente chacun des personnages de sa collection de peluches.

## L'espoir
Marcel ouvre avec appréhension une lettre d'un musée auquel il a offert d'exposer ses œuvres. Prenant connaissance d'un refus, il froisse la lettre avant de la rejeter, visiblement furieux. 
Puis il se raisonne: « L'Art c'est un peu comme un cri, un besoin. Chez moi, c'est ça. C'est un besoin d'écriture comme les gens ont besoin de chanter, de danser...»
Manon l'interroge:
« Dans les premiers temps Borduas, tu disais : « L'espoir est grand ». L'espoir est-il toujours aussi grand aujourd'hui ?
— Il est différent ! Il n'y a plus aujourd'hui d'illusion de succès, de reconnaissance... C'est plutôt une assurance... mais très grande... de la qualité que je fais, de la personnalité de ma propre écriture. Et je suis sûr que ce que je fais actuellement va s'imposer. »